# 로항기즈 사미네자드
로항기즈 사미네자드(페르시아어: روح‌انگیز سامی‌نژاد, 1916년 6월 24일 ~ 1997년 4월 3일)는 이란의 배우이다. 1934년 영화 《로르족 소녀》에서 골나르(Golnar) 역할을 맡은 것으로 유명하다.